# Maduvinakodi, Krishnarajpet
Maduvinakodi là một làng thuộc tehsil Krishnarajpet, huyện Mandya, bang Karnataka, Ấn Độ.